# ناسوس جالاكتيروس
ناسوس جالاكتيروس (باليونانية: Νάσος Γαλακτερός)‏ مواليد 15 يونيو 1969 في أثينا، هو لاعب كرة سلة يوناني سابق. بدأ مسيرته الاحترافية في سنة 1989. يبلغ طوله 6 قدم 7 بوصة (2.0 م). اعتزل اللعب في 1999.

## المسيرة الاحترافية
لعب مع نادي إيه إي كي لكرة السلة من سنة 1989 إلى 1993، ثم لعب مع نادي أولمبياكوس لكرة السلة من سنة 1995 إلى 1997، ثم لعب مع نادي أريس لكرة السلة من سنة 1997 إلى 1999.

## روابط خارجية
- ناسوس جالاكتيروس على موقع الاتحاد الدولي لكرة السلة (الإنجليزية)
- ناسوس جالاكتيروس على موقع كرة السلة الأوروبية.كوم (الإنجليزية)
- ناسوس جالاكتيروس على موقع ريلجم (الإنجليزية)
- ناسوس جالاكتيروس على موقع بروبوليرز (الإنجليزية)